# Oedipina poelzi
Oedipina poelzi es una especie de salamandras en la familia Plethodontidae.
Es endémica del centro de Costa Rica.
Su hábitat natural son los montanos húmedos tropicales o subtropicales, ríos y zonas previamente boscosas ahora muy degradadas.
Está amenazada de extinción debido a la destrucción de su hábitat.